# Моисеев, Николай Андреевич (председатель облисполкома)
Николай Андреевич Моисеев (1918, деревня Баландиха Нижегородской губернии, теперь Красно-Баковского района Нижегородской области, Российская Федерация — погиб 18 июля 1970, Крымская область) — украинский советский деятель, председатель Крымского сельского облисполкома. Депутат Верховного Совета УССР 6-го созыва. 

## Биография
Родился в крестьянской семье. В 1934 году окончил лесохимическую профессионально-техническую школу. С 1934 года работал заведующим химического производства Кожихинского и Шашковского промышленных колхозов Горьковского края.
В 1939 году окончил Дзержинский химический техникум Горьковской области. Служил в Красной армии.
Член ВКП(б) с 1941 года.
В 1941-1943 годах — мастер, комсомольский организатор ЦК ВЛКСМ завода № 80 Народного комиссариата боеприпасов СССР города Дзержинска Горьковской области.
В 1943-1944 годах — 2-й секретарь Дзержинского городского комитета ВЛКСМ Горьковской области.
В 1944-1948 годах — 2-й секретарь, 1-й секретарь Ялтинского городского комитета ВЛКСМ Крымской области.
В 1948-1949 годах — инструктор Крымского областного комитета ВКП(б).
В 1949-1952 годах — секретарь Ялтинского городского комитета ВКП(б) Крымской области.
В 1952-1959 годах — 1-й секретарь Феодосийского городского комитета КПСС/КПУ Крымской области. В 1954 году заочно окончил Крымский педагогический институт.
8 декабря 1959 — 12 января 1963 г. — 1-й заместитель председателя исполнительного комитета Крымского областного совета депутатов трудящихся.
12 января 1963 — 7 декабря 1964 г. — председатель исполнительного комитета Крымского сельского областного совета депутатов трудящихся.
7 декабря 1964 — 18 июля 1970 г. — 1-й заместитель председателя исполнительного комитета Крымского областного совета депутатов трудящихся.
Погиб в автомобильной катастрофе. Похоронен 20 июля 1970 года на военном кладбище в городе Симферополе.

## Награды
- орден Трудового Красного Знамени
- орден «Знак Почета»
- медали